# Lancieux
 Lancieux  (en bretón Lanseeg) es una población y comuna francesa, situada en la región de Bretaña, departamento de Côtes-d'Armor, en el distrito de Dinan y cantón de Ploubalay.

## Demografía
| 1185 | 1214 | 1084 | 1156 | 1245 | 1220 |
| Para los censos de 1962 a 1999 la población legal corresponde a la población sin duplicidades (Fuente: INSEE [Consultar]) |      |      |      |      |      |